# Adeodato Maria da Venezia
Adeodato Maria da Venezia, al secolo Girolamo Querini (Venezia, 29 gennaio 1701 – Treviso, 4 febbraio 1768), è stato un monaco cristiano e letterato italiano.

## Biografia
Nel 1726 entrò nei Cappuccini e professò a Bassano l'11 maggio 1727. Fu molto noto per le sue capacità di predicatore: nell'ordine ebbe le cariche di maestro dei novizi, guardiano e vicario. Nel 1753 e nel 1762 il Senato espresse molti voti in suo favore per eleggerlo il vescovo di Chioggia, nonostante la sua contrarietà.
Ha lasciato una monografia sui santuari mariani del Veneto (Raccolta dell'istituzione di vani santuarii ad onore di Maria Vergine nello Stato Veneto, 1767), e, con lo pseudonimo di Damiano Ottavio Fredarezina, un'operetta (Tre quesiti di soggetto disingannato intorno ai moderni teatri..., 1757), in cui attacca alcune commedie di Carlo Goldoni.